# Bornit
Bornitul este un mineral cuprifer.

## Caracteristici chimice și fizice
Compoziția bornitului este Cu5FeS4, are un sistem cristalin cubic, având o duritate de 3 pe scara Mohs și o culoare arămie-maronie, oxidând în albastru-violet și în negru.Mineral relativ dens și friabil, cu oxidare caracteristică fluorescentă, bornita conține circa 63,31% cupru, 11,13% fier și 25,56% sulf. Nu formează cristale decât rareori; de obicei se găsește în formă agregată în pegmatite și în alte roci vulcanice, precum și în filoane hidrotermale, împreună cu alte sulfuri, cum este calcopirita.

## Răspândire
Bornita este întâlnită destul de frecvent și, dat fiind conținutul ei bogat în metale, este un mineral cuprifer cu importanță economică. Cele mai mari zăcăminte se găsesc în Mexic și la Butte, Montana, SUA. Numele popular de „minereu – păun” îi vine de la oxidarea caracteristică fluorescentă, de la albastru la violet și roșu.